# Pagurus cavicarpus
Pagurus cavicarpus is een tienpotigensoort uit de familie van de Paguridae. De wetenschappelijke naam van de soort is voor het eerst geldig gepubliceerd in 1875 door Paul’son.